# 파브리스 산토로
파브리스 베테아 산토로(Fabrice Vetea Santoro, 1972년 12월 9일~)는 프랑스의 은퇴한 남자 프로 테니스 선수이다. 프랑스령 폴리네시아의 타히티에서 태어난 그는 1989년 프로로 데뷔하고 2010년 은퇴하여 매우 오랜 기간 프로로 활동했다. 그는 톱랭커 선수로 꼽히지는 않으나, 부드럽고 신사적인 매너와 매우 정교한 컨트롤을 무기로 하는 플레이를 펼쳐 관중들뿐만 아니라 선수들에게도 인기가 높았다.
그는 오랜 프로 경력 덕분에 다음과 같은 ATP 투어 기록을 보유하고 있다.
- 단식 최다패 (444패 - 그보다 더 많은 승수를 갖고 있으나, 활동 기간이 길기 때문에 패수도 많음)
- 그랜드 슬램 단식 최다 참가 (70회)
- 그랜드 슬램 단식 4개 연대 출전(1980, 1990, 2000, 2010년대)

그는 ATP 투어 대회 단식에서 6번 우승했으나, 그랜드 슬램 단식에서는 8강에 한 번 진출한 것이 최고 기록이다. 그랜드 슬램 복식의 경우 호주 오픈에서 2회 우승했으며, 그랜드 슬램 혼합복식에서도 한 번 우승했다. 복식에서 통산 24회 우승을 기록했다.

## 그랜드 슬램 결승

### 남자 복식: 5 (우승 2, 준우승 3)
| 결과   | 연도 | 대회          | 코트   | 파트너          | 결승 상대                     | 스코어             |
| 준우승 | 2002 | 호주 오픈     | 하드   | 미카엘 료드라   | 다니엘 네스터 마크 놀스       | 7–6(4), 6–3        |
| 우승   | 2003 | 호주 오픈 (1) | 하드   | 미카엘 료드라   | 다니엘 네스터 마크 놀스       | 6–4, 3–6, 6–3      |
| 우승   | 2004 | 호주 오픈 (2) | 하드   | 미카엘 료드라   | 마이크 브라이언 밥 브라이언   | 7–6(4), 6–3        |
| 준우승 | 2004 | 프랑스 오픈   | 클레이 | 미카엘 료드라   | 올리비에 로쿠스 자비에 말리세 | 7–5, 7–5           |
| 준우승 | 2006 | 윔블던        | 잔디   | 네나드 지몬지치 | 마이크 브라이언 밥 브라이언   | 6–3, 4–6, 6–4, 6–2 |

### 혼합 복식: 1 (우승)
| 결과 | 연도 | 대회        | 코트   | 파트너            | 결승 상대                           | 스코어        |
| 우승 | 2005 | 프랑스 오픈 | 클레이 | 다니엘라 한투코바 | 마르티나 나브라틸로바 리앤더 페이스 | 3–6, 6–3, 6–2 |